# Torneo Conde de Godó 2006
El Torneo Conde de Godó 2006 fue la edición número cincuenta y cuatro del Torneo Conde de Godó. Se celebró desde el 24 de abril hasta el 30 de abril, de 2006.

## Campeones

### Individual
Rafael Nadal vence a  Tommy Robredo, 6–4, 6–4, 6–0

### Dobles
Mark Knowles /  Daniel Nestor vencen a  Mariusz Fyrstenberg /  Marcin Matkowski, 6–3, 6–7(4), 10–5